# Le Rouleau compresseur et le Violon
Pour plus de détails, voir Fiche technique et Distribution.
Le Rouleau compresseur et le Violon (en russe : Каток и скрипка, translittération Katok i skripka) est un film soviétique de moyen métrage réalisé par Andreï Tarkovski en 1961, sur un scénario coécrit avec Andreï Kontchalovski d'après une nouvelle de S. Bakhmetieva, avec Igor Fontchenko et Vladimir Zamanski dans les rôles principaux.

## Liminaire
Le Rouleau compresseur et le Violon, qui présente l'histoire de l'amitié improbable d'un petit garçon et du conducteur d'un rouleau compresseur, est le troisième et dernier film d'étude de Tarkovski à l'Institut national de la cinématographie (VGIK), mais qui a été réalisé aux studios Mosfilm.

## Synopsis
Un garçonnet de sept ans, Sasha, vit avec sa mère et sa sœur dans une vieille maison à Moscou. Il apprend le violon et, chaque matin, il doit traverser la cour pour aller à l'école de musique, tout en essayant d'éviter d'autres enfants qui l'intimident et le harcèlent. Un jour le conducteur d'un rouleau compresseur, Sergueï, prend sa défense.
À l'école de musique, Sasha joue admirablement, mais son professeur étouffe sa créativité. Sur le chemin du retour, Sasha retrouve Sergueï et une amitié se crée. Ils déjeunent ensemble et font face à un certain nombre d'aventures dans Moscou. Sergueï raconte des histoires sur la guerre et Sasha joue du violon pour son nouvel ami.
Ils projettent de voir un film, mais la mère de Sasha l'en empêche, ne voyant pas d'un bon œil la liaison de son fils avec un ouvrier. Sasha tente de se faufiler hors de l'appartement. La scène finale montre Sasha courir après le rouleau compresseur comme dans un rêve.

## Fiche technique
- Titre : Le Rouleau compresseur et le Violon
- Titre original : Каток и скрипка (Katok i skripka)
- Réalisation : Andreï Tarkovski
- Scénario : S. Bakhmetyeva, Andreï Tarkovski et Andreï Kontchalovski
- Musique : Viatcheslav Ovtchinnikov, direction d'orchestre par Emin Khatchatourian
- Son : Vladimir Krachkovski
- Photographie : Vadim Ioussov
- Montage : Liubov Boutouzova
- Décors : Savet Agoian
- Production : Mosfilm Children's Film Unit
- Genre : Drame
- Durée : 46 minutes
- Dates de sortie : 
  -  Union soviétique : 30 décembre 1961

## Distribution
- Igor Fomchenko : Sacha
- Vladimir Zamanski : Sergueï, le conducteur du rouleau compresseur
- Natalia Arkhanelskaïa : la jeune fille
- Marina Adjoubeï : la mère de Sacha
- Yuri Brusser
- Slava Borisov
- Lioudmila Semenova : professeur de musique

## Prix et récompenses
- 1961 : prix du festival de films d'étudiants de New York